# NSDAP:s tjänsteutmärkelse
NSDAP:s tjänsteutmärkelse (tyska Dienstauszeichnung der NSDAP) var en tysk utmärkelse som instiftades av Adolf Hitler den 2 september 1939.

## Klasser
- Guld – 25 års tjänst
- Silver – 15 års tjänst
- Brons – 10 års tjänst

NSDAP:s tjänsteutmärkelse i guld
NSDAP:s tjänsteutmärkelse i silver